# Trombiculidae
La famiglia Trombiculidae Ewing, 1929 comprende circa 3 000 specie di acari lunghi da 1 a 3 mm. 
I Trombiculidi parassitano mammiferi (incluso l'uomo), rettili, uccelli. Nella stessa famiglia sono inclusi gli acari rossi che vivono sugli arbusti, soprattutto degli arbusti di mora, delle foreste del nord europeo.

## Tassonomia
Sottofamiglia
- Schoengastiinae Vercammen-Grandjean, 1960

Generi 
- Aboriginesia Kudryashova, 1993
- Blankaartia Oudemans, 1911
- Brunehaldia Vercammen-Grandjean, 1956
- Ericotrombidium Vercammen-Grandjean, 1966
- Eutonella Kudryashova, 1988
- Eutrombicula Ewing, 1938
- Heterotrombidium Verdun, 1909
- Hirsutiella Schluger & Vysotzkaja, 1970
- Kayella Vercammen-Grandjean, 1960
- Leptotrombidium Nagayo, Miyagawa, Mitamura & Imamura, 1916
- Microtrombicula Ewing, 1950
- Miyatrombicula Sasa, Kawashima & Egashira, 1952
- Neotrombicula Hirst, 1915
- Ornithogastia Vercammen-Grandjean, 1960
- Oudemansidium André, 1966
- Pentagonaspis André, 1966
- Pentagonella Thor, 1936
- Riedlinia Oudemans, 1914
- Sasatrombicula Vercammen-Grandjean, 1960
- Trombicula Berlese, 1910
- Willmannium Langston, 1976

## Aspetti morfologici

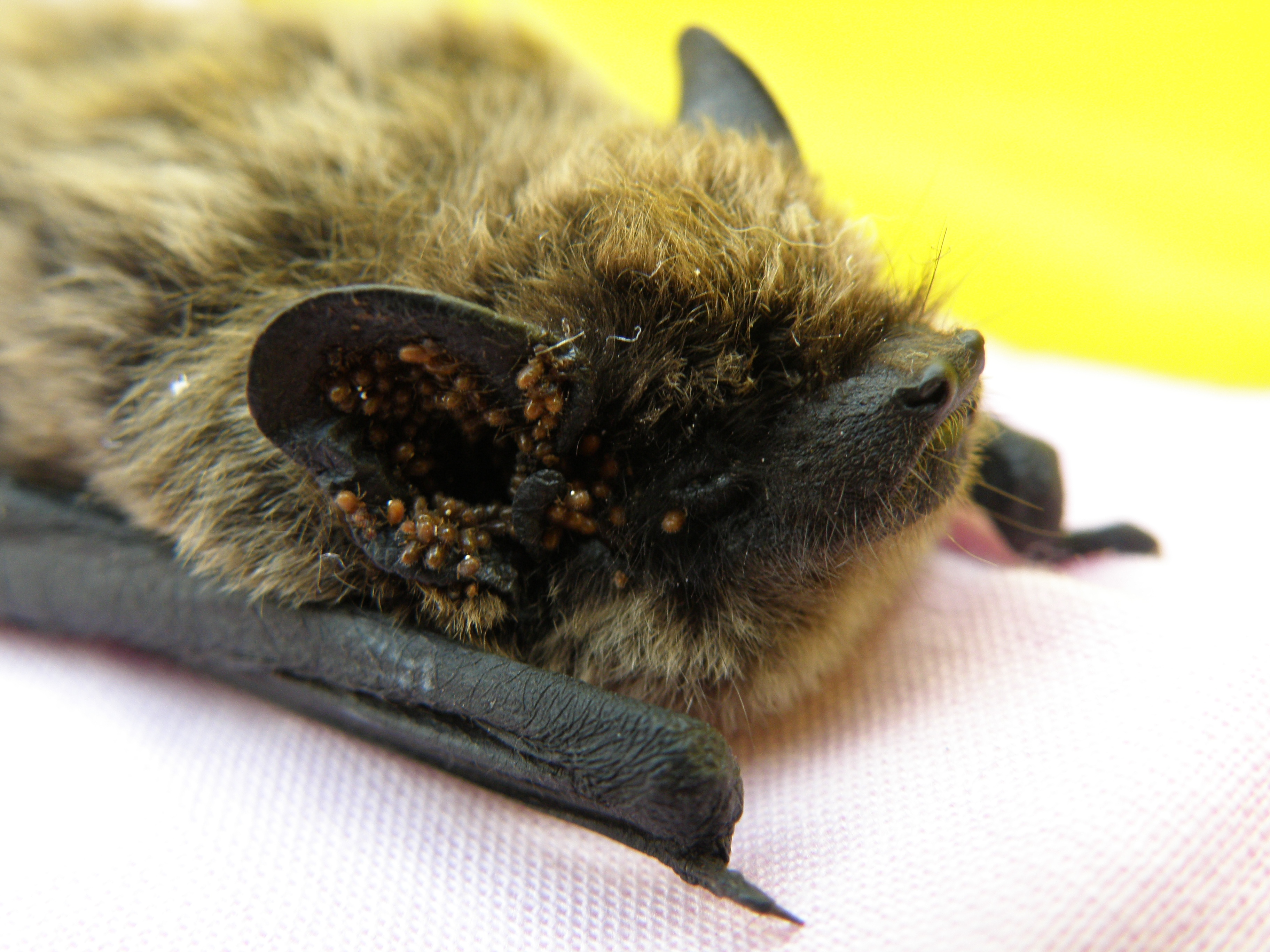
Trombicula su di un pipistrello albolimbato.

Di colore bruno od a volte rosso, sono di forma ovale o leggermente ristretti nel mezzo. Corpo e zampe possono portare peli piuttosto lunghi, alcune specie hanno la superficie corporea vellutata.

## Distribuzione e habitat
Le specie della famiglia Trombiculidae sono cosmopolite. Vivono nel  terreno e nelle tane di animali o sugli ospiti.
Le specie che attaccano l'uomo causano forti pruriti, dermatiti e reazioni allergiche. Alcune specie trasmettono la febbre delle inondazioni dai roditori all'uomo.

## Biologia

### Riproduzione

1.uova
2.larva
3.ninfa
4.adulti

Le uova sono deposte sopra il terreno umido; le larve si arrampicano su fili d'erba in cerca di un ospite. Quelle di prima età si nutrono su mammiferi, uccelli, serpenti e lucertole, penetrando la pelle con cheliceri seghettati per nutrirsi di linfa e tessuti, o nel sistema tracheale. La larva matura si lascia cadere. Dopo una muta, preda piccoli Artropodi come i Collemboli.